# Дубовик Олександр Сергійович
Дубови́к Олекса́ндр Сергі́йович (11 вересня 1988 — 23 грудня 2022) — доброволець, старший солдат ЗСУ, учасник російсько-української війни.
Він був євреєм, носив на руці шеврон із зіркою Давида, при цьому казав, що воює за Україну, а ще більше - за світ свободи проти рабства.

## Життєпис
Народився в місті Дніпро. У 2019 році переїхав із сім'єю в Ізраїль, де отримав нове громадянство, там же народилась друга дитина. На момент початку повномасштабної російської агресії він із родиною вже декілька років жили та працювали в Ізраїлі. Хоч Олександр вже мав інше громадянство, але події в Україні та в його рідному Дніпрі не могли лишити чоловіка байдужим. 
26 лютого Саша з Артемом (син), кульками і прапором України поїхали в Тель-Авів на антивоєнний мітинг, підтримати рідну Україну. Після повернення весь час телефонував, розмовляв із друзями, з якими у 18 років проходив строкову службу в армії України. Ті говорили, що йдуть у ЗСУ, захищати Батькивщину. Після ще одного з антивоєнних мітингів у Тель-Авіві він сказав дружині, що хоче повернутися додому, щоб захищати рідну землю від ворога.1 березня прийшов ввечері додому та повідомив, що був у посольстві України, їде на війну. Як пізніше виявилось, ввечері 26 він вже надіслав лист посольству України в Ізраїлі, про прийняття його на службу в Україні, на що він отримав відповідь вже наступного ранку.
2 березня чоловік поїхав. В Україну прибув у складі добровольчого Інтернаціонального батальйону ЗСУ. 13 березня разом із побратимами перебував у Міжнародному центрі миротворчості та безпеки на Яворівському полігоні. У той день Росія випустила по полігону близько 30 крилатих ракет, деяки влучили в казарми. Батальйон, який там тренувався, розформували, потім короткий період він був у грузинському батальйоні, але вони не брали активної участі в боях . Командування вирішило не залучати іноземців до бойових операцій, Олександр Дубовик разом зі своїм другом Аскольдом Смогоржевським (позивний «Бургер»), вирішили шукати інші підрозділи. Так обидва на початку квітня опинилися в батальйоні «Свобода», встигли виїхати на Малу Старицю на Бориспільському напрямку. А потім поїхали в Сєвєродонецьк, Зайцеве, Бахмут – і далі. Коли Олександр приєднався до батальйону «Свобода» 4 бригади оперативного призначення імені Героя України сержанта Сергія Михальчука НГУ, всупереч ворожим стереотипам про батальйон «лютих нациків», Олександр у ньому був не єдиним бійцем-євреєм. Служив на посаді механік-водій.
31 жовтня, під час ротації, захисник востаннє бачив свою родину, що приїхала до нього з Ізраїлю до Києва. Востаннє 22 грудня 2022 року він розмовляв з дружиною Оленою, попередивши, що з побратимами йдуть на завдання, тож декілька днів не буде зв'язку.
23 грудня підрозділ чоловіка потрапив у засідку і намагався боротися до останнього, проте сили противника були набагато більшими"Партизан" отримав 2 поранення в руку та ногу, а згодом потрапив у полон до найманців ПВК "Вагнера". Останній бій 34-річного Олександра Дубовика відбувся 23 грудня 2022 року біля селища Озарянівки в районі Бахмута. Момент загибелі «Партизана» випадково потрапив у поле зору дрона аеророзвідки, який здійснював обліт місця бою. На відео видно, що Олександр дістав серйозні поранення. До нацгвардійця підійшов військовий РФ у формі ПВК «Вагнер» і забрав зброю. Між чоловіками відбулася емоційна розмова. Найімовірніше, «Партизан» у своєму стилі висловив усе, що думає про «рускій мір» та його фанатиків. Після цього «вагнерівець» зайшов за «Партизана» і дав автоматну чергу йому у  спину, розстрілював тіло військового навіть, коли той вже був мертвий. Це дуже промовиста ситуація: окупант не витримав розмови з українським воїном віч-на-віч і розстріляв полоненого в спину, чим поповнив перелік воєнних злочинів росії.
26 грудня Олені зателефонували з військової частини і повідомили, що її чоловік вважається зниклим безвісти і, ймовірно, загиблим. Дружині загиблого воїна сказали, що його тіло, швидше за все, не знайдуть, бо вагнерівці спробують приховати сліди злочину. Наприкінці квітня 2023 року Олені зателефонували з моргу і попросили приїхати на впізнання. Попередньо особу загиблого воїна зʼясували завдяки татуюванням на вцілівшій руці — ієрогліфам з іменами його дітей Артема та Соні. 29 квітня, вже у морзі Дніпра, за татуюваннями Олена впізнала тіло чоловіка.
|                                                                     | Низький уклін і повага до Олександра Дубовика та всіх героїв, які віддають своє життя за нашу країну. Нехай вони залишаться в наших серцях назавжди. |
| — Вишняков Олег, Консул Держави Ізраїль у Західному регіоні України | |

В Олександра залишилася дружина і двоє дітей, син та донька. А також – батько (невдовзі після загибелі сина мати Олександра не витримала, та у віці 55 років пішла за ним), молодший брат та сестри, які живуть в Україні і в Ізраїлі.

## Спочинок
5 травня 2023 року Старшого солдата Олександра Дубовика поховали в його рідному Дніпрі на Алеї слави Краснопільського кладовища. Батальйон «Свобода» бригади НГУ «Рубіж» ініціював подання про присвоєння воїнові-гвардійцю звання Героя України. Над могилою захисника майорять два прапори, один поєднує прапор Ізраїлю та України, інший іменний з гербом бригади.

## Нагороди
За особисту мужність і самовідданість, виявлену у захисті державного суверенітету та територіальної цілісності України, сумлінне та бездоганне служіння Українському народові у Національній гвардії України нагородити — Указом Президента України від 23 лютого 2024 року № 96, орденом «За мужність» ІІІ ступеню (посмертно).